# Chaul
Chaul foi uma antiga cidade do Estado da Índia entre os anos de 1521 e 1740. Está localizado no Subcontinente indiano, mais precisamente a 60 km a sul de Bombaim.
Em 1740, Chaul foi cedida aos indianos Marathas mas ela foi abandonada pelos seus novos soberanos.